# 宮崎県立宮崎西高等学校・附属中学校
宮崎県立宮崎西高等学校・附属中学校（みやざきけんりつ みやざきにしこうとうがっこう・ふぞくちゅうがっこう）は、宮崎県宮崎市大塚町柳ヶ迫に所在し、中高一貫教育を提供する県立中学校・高等学校。
高校は「西高」（旧通学区域外からは「宮西」）、附属中学校は「西附」や「宮西附属」の通称で呼ばれている。

## 概要
開校以前、宮崎市内には県立普通科高校は宮崎大宮高等学校と宮崎南高等学校の2校のみであり、増加する大学進学希望者を受け入れるため、1974年、人口増加が見込まれていた宮崎市西部に開校した。
2007年に附属中学校が開校した。宮崎県立五ヶ瀬中等教育学校と違い、「学力向上」や「世界を舞台に活躍できる人材の育成」などを目的としている。中学校は全県から出願可能だが五ヶ瀬中等教育学校との併願は不可。中学校卒業者は原則理数科に進学する。これまでどおり他の中学校から高校の理数科に進学できるようにするため、理数科のクラスが1クラス増設された。
2012年に創部以来初となる第84回選抜高等学校野球大会に出場。応援団最優秀賞も受賞した。

### 教育課程
- 普通科

各学年7学級（2009年度まで8学級・2018年度から順次6学級）。1年次は自然学級、2年次から文系・理系に分かれ、文系・理系に特別クラスが各1クラス設置される。普通科の合同選抜廃止後は、理数科と切磋琢磨し合う理文クラスが1年次から設置された。2010年度からは、文系の選抜クラス、理系の選抜クラスが2年次から1学級ずつ設置されている。
- 理数科

各学年3学級（2009年度まで2学級）。1年次・2年次は自然学級、3年次で選択科目に応じたクラス編成となる。地歴2科目選択も可能で文系進学にも対応している。1年次は進度の関係から附属中学校からの進学者と他校からの進学者で学級が分離される。

## 沿革
詳細は外部リンクより宮崎西高校・沿革URL参照
- 1974年 - 宮崎県立宮崎西高等学校を現在の地に設立。工事が間に合わず、設立当初はプレハブ小屋が校舎となっていた。
- 1975年 - 理数科を設置。
- 2007年1月 - 宮崎県立宮崎西高等学校附属中学校が発足。併設型の中高一貫校となる。中学校は2クラスを設置。
- 2007年4月 - 附属中学校が開校。
- 2007年7月 - 附属中学校の記念講演会において毛利衛が講演。
- 2012年 - 創立初の甲子園出場。春夏通じて初出場。愛知工業大学名電高等学校を相手に敗北するも、最優秀応援団賞を受賞。
- 2022年 - 第104回全国高等学校野球選手権大会宮崎大会で準優勝。

## PTA活動
PTA活動の活発さで知られる。PTA総会は2回実施され、欠席者に対しても欠席者集会を実施することで参加率は例年90%を超えている。PTAには早期から父親委員会が設けられており、生徒の父親が講師となる「YUME講座」と称した職業別の進路説明会を主催している。

## 著名な卒業生
【50音順】
- 岩切正一郎（国際基督教大学学長）
- 岩切紀史（自治省官僚、宮崎産業経営大学法学部教授）
- 江藤拓（第63・71代農林水産大臣、衆議院議員）
- 大石コウ（漫画家）
- 亀澤宏規[3]（三菱UFJフィナンシャル・グループ代表執行役社長兼グループCEO）
- 清山知憲（宮崎市長、医師）
- 熊本浩志（経営者、amadana創業者））
- 小林恵太（ラグビー選手）
- 是澤優（国際連合人間居住計画アジア太平洋事務所長）
- 佐々木六華（テレビ宮崎アナウンサー）
- 篠原康弘[4]（国土交通審議官、国土交通省国際統括官）
- 菅付雅信（編集者）
- 武井俊輔（衆議院議員）
- 多田健一郎（総務官僚）
- 谷村栄二（農林水産官僚）[5]
- 二宮朋子（フリーアナウンサー、テレビ宮崎アナウンサー）
- 東村アキコ（漫画家）
- 疋田智（自転車ツーキニスト、自転車活用推進研究会理事、TBSプロデューサー）
- 日高優希（テレビ新潟アナウンサー）
- 平原冲恵（フリーアナウンサー）
- 藤島由芽（宮崎放送アナウンサー）
- 松尾由美子（テレビ朝日アナウンサー）
- 松下新平（参議院議員）
- 宮里伸哉（新潟テレビ21アナウンサー）
- 山内佳菜子（参議院議員）
- 山野謙（自治・総務官僚、復興庁事務次官）